# Diogenes serripes
Diogenes serripes is een tienpotigensoort uit de familie van de Diogenidae. De wetenschappelijke naam van de soort is voor het eerst geldig gepubliceerd in 1838 door Costa.